# Drassyllus sonus
Drassyllus sonus Platnick & Shadab, 1982 è un ragno appartenente alla famiglia Gnaphosidae.

## Etimologia
Il nome proprio deriva da un'arbitraria combinazione di lettere, come indicato dallo stesso descrittore nella pubblicazione. In realtà sembra comunque riferirsi, in parte, allo stato messicano di rinvenimento: la Sonora.

## Caratteristiche
Fa parte dell'insularis-group di questo genere: ha varie somiglianze con D. prosaphes e D. mirus; se ne distingue per le estensioni laterali sinuose della parte mediana dell'epigino.
L'olotipo femminile più grande rinvenuto ha lunghezza totale è di 5,67mm; la lunghezza del cefalotorace è di 2,09mm; e la larghezza è di 1,69mm.

## Distribuzione
La specie è stata reperita nel Messico settentrionale: lungo il Rio Cuchujaqui, ad est della città di Álamos, nella parte meridionale dello stato della Sonora. Altri esemplari sono stati reperiti nello stato di Chihuahua.

## Tassonomia
Al 2015 non sono note sottospecie e dal 1982 non sono stati esaminati nuovi esemplari.